# La verdad según Wikipedia
The Truth According to Wikipedia (en español La verdad según Wikipedia) es un documental neerlandés del 2008 acerca de Wikipedia, dirigido por IJsbrand van Veelen. Examina la fiabilidad de Wikipedia y la dicotomía entre el uso de expertos y los editores aficionados. Incluye comentarios de los cofundadores de Wikipedia, Jimmy Wales y Larry Sanger, este último autor de The Cult of the Amateur; Andrew Keen, el director ejecutivo de O'Reilly Media, Tim O'Reilly y el exeditor en jefe de la Enciclopedia Británica, Robert McHenry. Keen argumenta que los expertos deben servir como guardianes de la información durante el fenómeno de la Web 2.0. Este punto de vista es apoyado en el análisis de Sanger.
El documental se estrenó en la conferencia Next Web de Ámsterdam en abril del 2008 y fue transmitido por la televisión VPRO en los Países Bajos. Posteriormente fue puesto a disposición a través de la televisión pública estadounidense. The Truth According to Wikipedia recibió una recepción generalmente positiva, con comentarios favorables por parte de Film Quarterly, y en un análisis publicado por el Centro de Estudios Estratégicos e Internacionales.

## Contenido

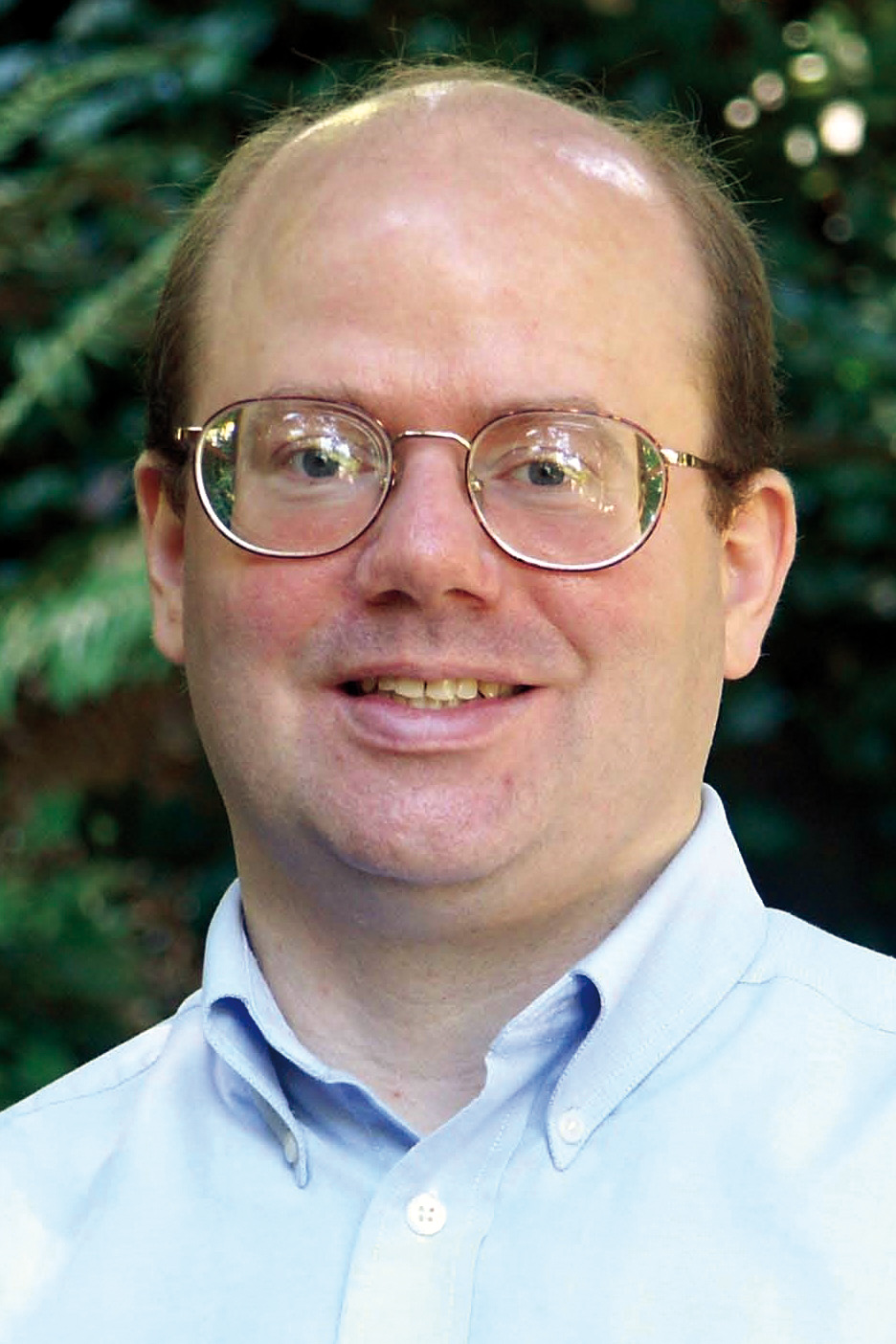
Larry Sanger apoya un análisis realizado por Andrew Keen en el documental.

El director IJsbrand van Veelen examina varias interrogantes sobre Wikipedia, incluyendo si dañará a las enciclopedias tradicionales como la Enciclopedia Británica y la fiabilidad de Wikipedia en particular. Van Veelen también aborda la idea de que la información quiere ser libre. Las personas que son entrevistadas y aparecen como expertos en el documental incluyen a los cofundadores de Wikipedia Jimmy Wales y Larry Sanger; el autor de The Cult of the Amateur, Andrew Keen; la editora de Wikipedia y autora de Cómo funciona Wikipedia, Phoebe Ayers; el editor de la Wikipedia en suajili, Ndesanjo Macha; el director ejecutivo de O'Reilly Media, Tim O'Reilly; el autor de We Think, Charles Leadbeater, y el exeditor en jefe de la Enciclopedia Británica, Robert McHenry.
Los temas de discusión incluyen cómo las contribuciones de los usuarios, tanto aficionados como expertos, afectan a Wikipedia, y en términos más generales, el fenómeno Web 2.0. Andrew Keen es un personaje destacado en el documental, y plantea la tesis de que la veracidad de la información debe ser determinada por los expertos que a su vez deben funcionar como guardianes de dicho material. El argumento de Keen es apoyado en el documental por los comentarios de Larry Sanger, que abandonó Wikipedia luego de un conflicto con Jimmy Wales con respecto al deseo de Sanger de que los expertos tuvieran una influencia adicional en el proyecto.

## Producción
The Truth According to Wikipedia fue dirigida por IJsbrand van Veelen. Van Veelen había dirigido anteriormente Google Behind the Screen. Las entrevistas fueron realizadas por Denters Marijntje, Martijn Kieft y IJsbrand van Veelen. Marijntje Denters y William de Bruijn investigaron y recopilaron la información del documental. Judith van den Berg sirvió como productora y Jos de Putter y Doke Romeijn sirvieron como editores. El documental utiliza 60 segundos de imágenes de un vídeo realizado por Chris Pirillo, que más tarde objetó que tal uso se hizo sin obtener su permiso o sin acreditarlo por el contenido. El documental fue lanzado en 2008, la polémica sobre la censura de Wikipedia en China estaba en marcha para el momento del lanzamiento. La película se estrenó a nivel mundial en la conferencia Next Web de Ámsterdam el 4 de abril de 2008. Fue transmitido por VPRO el 7 de abril de 2008. La organización estadounidense Public Television (APT) puso a la disposición el documental en el verano de 2008, y contrató los derechos para emitirlo como un programa de APT, desde febrero de 2009 hasta enero de 2011.

## Recepción
The Truth According to Wikipedia recibió una reseña positiva en la revista Film Quarterly, en donde el autor Ben Walters llamó al documental "una aguda y amplia visión general de wiki-epistemología realizada por la emisora liberal neerlandesa VPRO". En el análisis Teaching Seven Revolutions: A Tool Kit for Educating Globally Competent Citizens publicado por el Centro de Estudios Estratégicos e Internacionales, al documental se da una calificación de "bueno". El documental recibió buena acogida por parte de Eric Schonfeld de TechCrunch, quien comentó "la película está hecha con maestría y muestra muchos puntos de vista". Schonfeld criticó el documental por su énfasis en Andrew Keen durante toda la película, y señaló que "termina siendo más que nada un vehículo para Keen de dedicar sus diatribas en contra de Wikipedia. Definitivamente, se tiene la sensación de que él gana el argumento del documental". Sobre la argumentación de Keen, Schonfeld observó, "olvida completamente el punto de que el relativamente pequeño grupo de personas que hacen la mayor parte del escribir y editar en la Wikipedia pueden muy bien ser expertos en sus áreas temáticas, o convertirse en expertos al escribir e investigar en los artículos de Wikipedia".
Al comentar sobre el documental como un todo, Keen lo llamó "un trabajo muy incisivo". El escritor y bloguero, Gerd Leonhard recomendó el documental y lo llamó "un gran vídeo para ver". Nicholas Carlson de Gawker Media enmarca el documental como un conflicto entre "expertos vs aficionados". El diseñador y experto en los campos del aprendizaje en línea y los nuevos medios, Stephen Downes caracteriza el documental como un "vídeo interesante sobre Wikipedia y la web 2.0". Downes fue crítico del uso del estilo documental para presentar su mensaje: "lo que pasa con este tipo de película — el vídeo documental— es que no existe realmente una manera (o requerimiento) para justificar perspectivas con argumentos y pruebas". Ernst-Jan Pfauth de The Next Web observó: "Van Veelen consiguió a gente interesante y autorizada para su lente". Pfauth publicó interrogantes surgidas a partir del análisis de la película, "¿son la igualdad y la verdad ideales reconciliables? y lo más importante, ¿el Internet nos ha traído la sabiduría y de la verdad, o es hora de que una contrarrevolución cultural?"

## Otras lecturas
- «Video: Wikis waarheid» (en neerlandés). Países Bajos: www.cs.uu.nl. Informatiemaatschappij College 2. Archivado desde el original el 3 de noviembre de 2013. Consultado el 15 de noviembre de 2010.